# Борута
Бору̀та (на италиански: Borutta; на сардински: Boruta) е село и община в Южна Италия, провинция Сасари, автономен регион и остров Сардиния. Разположено е на 491 m надморска височина. Населението на общината е 283 души (към 2010 г.).